# 돌지주

주 문장

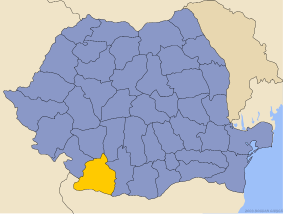
돌지 주의 위치

돌지주(루마니아어: Judeţul Dolj)는 루마니아 남부 올테니아 지방에 위치한 주로, 주도는 크라이오바이며 면적은 7,414 km2, 인구는 734,231명(2002년 기준), 인구 밀도는 99명/km2, ISO 3166-2 코드는 RO-DJ이다. 동쪽으로는 올트 주, 서쪽으로는 메헤딘치 주, 북쪽으로는 고르지 주와 블체아 주, 남쪽으로는 불가리아 몬타나 주와 접하며 3개 시와 4개 마을, 104개 지방 자치체를 관할한다.
주 전체 인구 가운데 96% 이상은 루마니아인이며 로마인(3%)과 그 외의 민족(약 1%) 등이 거주한다. 주 전체는 평평한 평원 지대이며 다뉴브강이 주 남부에 있는 넓은 골짜기를 형성한다. 주 중부에는 지우강이 흐른다.